# Tunis (Sauhadż)
Tunis – miejscowość w Egipcie, w muhafazie Sauhadż. W 2006 roku liczyła 19 495 mieszkańców.